# Тобі Вітхаус
Тобі Лоуренс Вітхаус (нар. 5 липня 1970) — англійський актор, сценарист і драматург. Його найвідомішою роботою стало створення телевізійного серіалу BBC Three про надприродне «Бути людиною». Він також створив телевізійний комедійно-драматичний серіал « Немає ангелів» на каналі 4, шпигунську драму BBC America / BBC Two «Гра» і регулярно писав для BBC One « Доктор Хто». Його робота над « Доктором Хто» була в першу чергу для Докторів, яких грали Метт Сміт і Пітер Капальді.

## Раннє життя
Відвідування початковий художній коледж в Benfleet, де вчився на книжкового ілюстратора. Та згодом Вітхаус вирішив відмовитися від курсу та вчитись на професійного актора в Guildhall школі музики і драми. Він був постійним учасником акторського складу раннього драматичного серіалу BBC One «Дім Еліотів» на початку 1990-х і мав роль у фільмі 1993 року Shadowlands. Вітхаус також з'явився на сцені Вест-Енда, знявшись разом з Джином Вайлдером у фільмі "Сміх на 23-му поверсі " Ніла Саймона в 1997 році.

## Кар'єра

### Акторська
Як актор перша його роль була в кіноверсії «Щоденника Бріджит Джонс» у 2001 році. Відтоді Тобі виступав вже рідше, хоча і мав невеликі ролі у епізоді «Готель Вавилон» у лютому 2006 року та знявся в останньому епізоді «Без ангелів», який транслювався на Channel 4 у квітні 2006 року. Він також зіграв міністра внутрішніх справ у фіналі «Бути людиною» у 2013 році. В 2017 році Вітхаус повернувся на сцену Театру Сохо в моноспектаклі як актор/сценарист своєї п'єси «Кат номер один». Завдяки дружбі та професійним стосункам із шоуранером «Доктора Хто», Стівеном Моффатом, Вітхаус того ж року з'явився в останньому епізоді "Дванадцятого доктора Пітера Капальді " "Двічі на часі " як солдат Першої світової війни, який говорить лише німецькою.
Тобі Вітхаус також був коміком на початку 2000-х, ставши фіналістом «Так ти думаєш, що ти смішний?» в 2007 році

### Сценарист
Розчарований через те, що багато сценаріїв, які йому давали на прочитання, на його думку, були недостатньо якісними, Вітхаус починає писати у вільний час між акторськими ролями, зрештою написавши п'єсу «Скачай містер Малінофф», що отримала премію Verity Bargate Award. Спектакль був поставлений на відкриття театру Сохо в Лондон. Після цього він отримав свій перший телевізійний сценарій, написавши сценарій для драматичного серіалу ITV «Де серце».
Потім він працював над драматичним серіалом BBC Two Attachments для незалежної продюсерської компанії World Productions. Коли Channel 4 звернувся до World з метою створення нового драматичного серіалу, у компанії виникла ідея серіалу про життя чотирьох медсестер на півночі Англії, і Вітхаус отримав завдання конкретизувати та зформатувати шоу. що пізніше стало No Angels. Серіал мав успіх, транслюючи 3 серії на каналі з 2004 по 2006 рік.
Як давній друг виконавчого продюсера «Доктора Хто» Джулі Гарднер, Вітхаус був запрошений взяти участь у цьому серіалі в 2005 році, і врешті-решт написав третій епізод другої серії. «Шкільне возз'єднання», яке показує повернення собаки-робота K-9 і супутниці 1970-х років Сари Джейн Сміт, транслювався 29 квітня 2006 року. Далі він писав для серіалу "Доктор Хто" «Торчвуд» з його епізодом «Греки, які несуть подарунки» — 26 листопада 2006 року. На запрошення шоураннера Стівена Моффата Вітхаус повернувся до «Доктора Хто» у 2010 році і регулярно писав сценарії до 2017 року.
У 2008 році пілотний фільм «Бути людиною», створений і написаний Вітхаусом, був показаний на BBC Three як перевірка, чи сподобається глядачам. Та спочатку він не увійшов до складу BBC, як новий замовлений серіал, але після позитивних відгуків громадськості, включаючи петицію про його повернення, «Бути людиною» повернувся на BBC Three у вигляді 6-серійного серіалу на початку 2009 року. Перший епізод дебютував 25 січня 2009 року, а серіал тривав п'ять сезонів, поки не закінчився в 2013 році.
У листопаді 2012 року BBC Cymru Wales оголосили про створення шпигунського трилера «Гра». Шестисерійний серіал з Томом Хьюзом і Брайаном Коксом у головних ролях спочатку транслювався на BBC America в листопаді 2014 року, а потім на BBC Two. У липні 2015 року Вітхаус написав в Twitter, що другої серії не буде, і згодом зауважив в інтерв'ю 2017 року, що «Гра» «була не особливо приємним досвідом».
У квітні 2018 року було оголошено, що Вітхаус стане шоураннером у фільмі «Хрестики і нулики» — адаптації роману Мелорі Блекман від BBC One. Пізніше того ж року) з'явилося додаткове оголошення про те, що Ніл Гейман найняв Вітхауса як головного сценариста та виконавчого продюсера телевізійної версії романів Мервіна Піка « Горменгаст».
Як давній фанат коміксів, У травні 2019 року Вітхаус оголосив в Twitter, що він працює з художником Аланом Девісом над Marvel Comics #1000 - проектом, що включає кілька коміксів для Marvel Comics, які розповідають історію компанії. Твір Whithouse/Davis, опублікований у серпні 2019 року, був ілюстрованим текстовим оповіданням із зображенням персонажа Marvel UK 1979 року Night Raven.

## Продюсування
| Production          | Notes | Broadcaster |
| ------------------- | --- | ----------- |
| Where the Heart Is  | - «Letting Go» (1999) | ITV         |
| Attachments         | - «Flat Management», Series One (2000) | BBC Two     |
| No Angels           | - Series Creator, various episodes (2004—2006) | Channel 4   |
| Hotel Babylon       | - Series 1, Episode 5 (2006) | BBC One     |
| Doctor Who          | - «School Reunion» (2006) - «The Vampires of Venice» (2010) - «The God Complex» (2011) - «A Town Called Mercy» (2012) - «Under the Lake» / «Before the Flood» (2015) - «The Lie of the Land» (2017) | BBC One     |
| Torchwood           | - «Greeks Bearing Gifts» (2006) | BBC Three   |
| Other People        | - Pilot episode shown in C4's Comedy Showcase (2007) | Channel 4   |
| Being Human         | - Series Creator, 17 episodes (2008—2013) | BBC Three   |
| The Game            | - Series Creator, 4 of 6 episodes (2014) | BBC Two     |
| Noughts and Crosses | - Series Creator (2020) | BBC One     |

| Production              | First Performed | Theatre      |
| ----------------------- | --------------- | ------------ |
| Jump, Mr Malinoff, Jump | - 2000          | Soho Theatre |
| Blue Eyes & Heels       | - 2005          | Soho Theatre |
| Executioner No. 1       | - 2017          | Soho Theatre |